# Landepéreuse
 Landepéreuse  là một xã thuộc tỉnh Eure trong vùng Normandie miền bắc nước Pháp.